# Бухоро
Бухоро (суахили и англ. Buhoro) — небольшой город и община (ward / shehia) на северо-западе Танзании, на территории области Кигома. Входит в состав округа Касулу.

## Географическое положение
Город находится в западной части области, вблизи границы с Бурунди, к западу от реки Малагараси, на высоте 1418 метров над уровнем моря.
Бухоро расположен на расстоянии приблизительно 77 километров к северо-востоку от города Кигома, административного центра провинции и на расстоянии приблизительно 1030 километров к западу-северо-западу (WNW) от столицы страны Дар-эс-Салама.

## Население
По данным официальной переписи 2012 года численность населения Бухоро составляла 60 120 человек, из которых мужчины составляли 49,9 %, женщины — соответственно 50,1 %.

## Транспорт
Ближайший аэропорт расположен в городе Увинза.